# 나빌 엘 자르
나빌 엘 자르(아랍어: نبيل الزهر, 1986년 8월 27일, 프랑스 알레스 ~ )는 모로코의 축구 선수이다. 현재 카타르 2부 리그 소속 팀인 무아이다르의 선수이다.